# Leptotarsus (Leptotarsus) ardrossanensis
Leptotarsus (Leptotarsus) ardrossanensis is een tweevleugelige uit de familie langpootmuggen (Tipulidae). De soort komt voor in het Australaziatisch gebied.